# 近藤俊一郎
近藤 俊一郎（こんどう しゅんいちろう、1930年（昭和5年）5月21日 - 2015年（平成27年）6月11日）は、日本のジャーナリスト、実業家。産業経済新聞社取締役副会長、フジテレビジョン常勤監査役。

## 人物
1953年、上智大学文学部新聞学科卒業。同年4月、産業経済新聞社に入社。新制・旧制大学の同時卒業で大量採用があった「花の28年入社組」で、仙台支局を振り出しに、警視庁方面本部、警視庁本庁、文部省、宮内庁、遊軍などを担当。社会部には15年在籍した。入社3年目、東京・下町をエリアとする警視庁第七方面のいわゆるサツ回り時代に、作家の本田靖春が読売新聞の駆け出し記者として同じ方面を担当。本田の回想録『我、拗ね者として生涯を閉ず』には近藤も登場する。
社会部次長、サンケイスポーツ編集局長を経て、1971年創刊の競馬エイト初代編集長を務める。
1987年、取締役に選任され、常務、専務・サンケイスポーツ代表等を経て、1993年、取締役副社長東京代表・サンケイスポーツ代表・夕刊フジ代表に就任。
1997年、取締役副会長サンケイスポーツ代表となり、1998年顧問に退く。同年フジテレビジョン常勤監査役に就任。
2015年6月11日、肺炎のため死去。

## 略歴
- 1953年、上智大学文学部新聞学科卒業後、産業経済新聞社入社
- 1987年、同社取締役
- 1989年、同社常務取締役
- 1992年、同社専務取締役サンケイスポーツ代表
- 1993年、同社取締役副社長東京代表・サンケイスポーツ代表・夕刊フジ代表
- 1997年、同社取締役副会長サンケイスポーツ代表
- 1998年、同社顧問。フジテレビジョン常勤監査役
- 2015年、肺炎のため死去